# Dysmicoccus laporteae
Dysmicoccus laporteae är en insektsart som beskrevs av Williams 1985. Dysmicoccus laporteae ingår i släktet Dysmicoccus och familjen ullsköldlöss. Inga underarter finns listade i Catalogue of Life.